# Агент Вертер
Аге́нт «Ве́ртер» (нем. Werther) — кодовое имя предполагаемого советского агента в руководстве Вермахта или даже в составе верхушки нацистской Германии во время Второй мировой войны, один из прототипов Штирлица. Передавал сверхсекретную информацию о планах Гитлера (в частности, относительно Курской битвы) непосредственно от Верховного командования Вермахта. Учитывая возможность доступа к наиболее ценной информации, считается, что он мог находиться в ближайшем окружении Гитлера.

## Работа «Вертера»
К числу информационных сообщений, переданных «Вертером», относятся:
- сведения о стратегическом плане германского командования на лето 1942 года;
- анализ причин задержки немецкого наступления на Восточном фронте;
- ряд сообщений о планах германского командования в отношении ведения химической войны, о новых немецких отравляющих веществах и способах их применения, об опытах использования внутриатомной энергии урана для производства атомных бомб;
- планы и намерение военно-политического руководства Германии и командования её вооруженных сил, резервы армии, переброска войск по странам Европы и на Восточный фронт, возможности Германии по производству танков, самолётов, артиллерии, сведения о возможностях развязывания Германией химической войны против Советского Союза.

По предположению Шандора Радо, «Вертер» в Берлине использовал радиопередатчик государственного учреждения, в котором занимал высокий командный пост. Техникой связи, по версии Радо, занимались специалисты самого высокого класса и по этой причине за всё время не произошло ни единой осечки.
Личный переводчик Гитлера, Пауль Карель в своей книге писал о нём: «Руководители советской разведки обращались в швейцарскую резидентуру так, как будто бы они запрашивали сведения в каком-то справочном бюро. И они получали всё, в чём были заинтересованы. Даже поверхностный анализ данных радиоперехвата показывает, что на всех фазах войны в России агенты советского Генерального штаба работали первоклассно. Часть переданной информации могла быть получена только из высших немецких военных кругов — такое впечатление, что советским агентам в Женеве и Лозанне диктовали на ключ прямо из Ставки фюрера».

## Предполагаемые кандидаты
- Генрих Мюллер — гипотеза начальника внешней разведки службы безопасности III Рейха Вальтера Шелленберга;
- Мартин Борман — гипотеза главы разведки ФРГ Рейнхарда Гелена[1];
- «Вертер» — объединённый псевдоним группы агентов в руководстве Вермахта;
- Британская спецслужба, передававшая в СССР от имени «Агента Вертера» дозированную информацию, полученную в ходе Операции Ультра.